# یوئل ژوارس
یوئل ژوارس (انگلیسی: Yoel Juárez؛ زادهٔ ۲۰ مارس ۲۰۰۲) بازیکن فوتبال اهل آرژانتین است.
وی همچنین در تیم ملی فوتبال Argentina U17 بازی کرده‌است.